# Ахаик (апостол от 70)
Ахаик (греч. Ἀχαϊκός) — апостол от семидесяти, имя которого упоминается апостолом Павлом в 1-м послании к Коринфянам: «Я рад прибытию Стефана, Фортуната и Ахаика: они восполнили для меня отсутствие ваше, ибо они мой и ваш дух успокоили. Почитайте таковых» (1Кор. 16:17-18). Других сведений о Ахаике в новозаветных книгах нет. В Синаксаре Никодима сообщается, что он умер мирно, хотя причиной смерти указаны голод и жажда.
Ахаик почитается святым в Православии (память в Русской церкви 4 (17) января в день Собора апостолов от семидесяти; в Греческой церкви — 15 июня) и в Католицизме.